# رادیناتس
رادیناتس (به صربی: Radinac) یک منطقهٔ مسکونی در صربستان است که در اسمدرفو واقع شده‌است. رادیناتس ۶۷ متر بالاتر از سطح دریا واقع شده‌است.